# Physics World
Physics World (транскрипция: Физикс Уърлд) е месечно печатно списание на Института по физика (на английски: Institute of Physics, IOP) във Великобритания, което излиза ежемесечно и в електронен вид. Започва да се издава от 1988 г. и обхваща всички области на физиката: теоретична и приложна, промишлена и преподавателска. Основано е през 1988 г. от IOP Publishing и оттогава е един от лидерите в областта на физиката. През 2005 г. броят на абонаментите достига 35 000. Главен редактор към 2020 г. е Матин Дурани.
Ежегодно от 2009 г. насам списанието присъжда две награди – Пробив на годината и Книга на годината.